# 次長課長+社長ッ!
『リクナビPRESENTS 次長課長+社長ッ!』（リクナビプレゼンツ じちょうかちょうプラスしゃちょうッ）は、日本テレビ系列局で放送されていた日本テレビ製作のバラエティ番組である。2007年2月13日（12日深夜）から同年2月16日（15日深夜）までの4夜連続放送で、それぞれ 0:26 - 0:56 （日本標準時）に放送された。リクルート（リクナビ名義）の一社提供。

## 概要
次長課長の2人が日本テレビの女性アナウンサーと共にさまざまな企業を訪れ、新入社員たちの願いや悩みを社長に「次課（じか）談判」しに行く模様を放送。彼らは各社のオフィス環境を紹介しつつ、先輩社員や上司たちのツテを頼りに社長室へと向かっていた。

## 内容
「最先端IT企業にちん入！」
- 放送日：2007年2月13日（12日深夜）
- オープニングコント：「新宿中央公園昼休みの風景」
- 訪問先：CSKグループ（CSKシステムズ）
- 参加アナウンサー：森麻季

「外資系企業にちん入！」
- 放送日：2007年2月14日（13日深夜）
- オープニングコント：「八重洲オフィス街で見る風景」
- 訪問先：ベリングポイント
- 参加アナウンサー：葉山みゆき

「憧れのおもちゃメーカーにちん入！」
- 放送日：2007年2月15日（14日深夜）
- オープニングコント：「隅田川で見る朝の風景」
- 訪問先：バンダイ
- 参加アナウンサー：脊山麻理子

「郵便局にちん入！」
- 放送日：2007年2月16日（15日深夜）
- オープニングコント：「昼下がりカフェテラスの風景」
- 訪問先：日本郵政グループ（日本郵政公社、日本郵政株式会社）
- 参加アナウンサー：脊山麻理子

## 備考
トリオで活動していた頃の次長課長は、本番組のタイトルと同じく「次長課長社長」というグループ名を使っていた。